# Ravinia
Ravinia är ett släkte av tvåvingar. Ravinia ingår i familjen köttflugor.

## Dottertaxa tillRavinia, i alfabetisk ordning[1][2]
- Ravinia acerba
- Ravinia advena
- Ravinia almaqahia
- Ravinia anandra
- Ravinia assidua
- Ravinia aureopyga
- Ravinia aurigena
- Ravinia auromaculata
- Ravinia barroi
- Ravinia belforti
- Ravinia coachellensis
- Ravinia columbiana
- Ravinia dampfi
- Ravinia derelicta
- Ravinia effrenata
- Ravinia errabunda
- Ravinia floridensis
- Ravinia globulus
- Ravinia heithausi
- Ravinia laakei
- Ravinia latisetosa
- Ravinia lherminieri
- Ravinia meinckeae
- Ravinia ochracea
- Ravinia ollantaytambensis
- Ravinia pectinata
- Ravinia pernix
- Ravinia planifrons
- Ravinia postnoda
- Ravinia pusiola
- Ravinia quadrivittata
- Ravinia querula
- Ravinia rufipes
- Ravinia stimulans
- Ravinia sueta
- Ravinia tancituro
- Ravinia vagabunda